# Ecofascismo
L'ecofascismo è un modello politico teoretico nel quale uno Stato autoritario forzerebbe gli individui a sacrificare i loro interessi per "l'insieme organico della natura".
Il termine è anche usato come denigrazione per screditare tutto il movimento ambientalista.
Alcuni autori hanno utilizzato il termine come riferimento all'ipotetico pericolo futuro di governi distopici che potrebbero utilizzare metodi fascisti per far fronte a problemi ambientali. Altri autori lo hanno usato in riferimento a movimenti e correnti fasciste passate e presenti che si sono concentrate su problematiche riguardanti l'ambiente.

## Definizione
Lo storico dell'ambiente Michael E. Zimmerman definisce l'ecofascismo come "un governo totalitario che richiede che gli individui sacrifichino i loro interessi personali per il benestare e per la gloria della 'terra', intesa come la splendida rete della vita, l'insieme organico della natura, compresi i popoli e i loro stati".
Zimmerman aggiunge che, nonostante un governo ecofascista non sia mai esistito, "dei suoi elementi importanti si possono trovare nel nazismo tedesco, che usava come motto principale sangue e terra".
Secondo l'ambientalista David Orton, il termine è un peggiorativo, avendo esso radici nel "movimento ecosocialista, opposto all'ecologia profonda ed ai suoi sostenitori e, più in generale, contro il movimento ambientalista. Perciò, 'ecofascismo' e 'ecofascista' non sono parole usate per celebrare, ma per insultare".

## Storia

### Savitri Devi
Savitri Devi è stata un'importante sostenitrice del misticismo nazista e dell'ecologia profonda. Sosteneva i diritti degli animali, era vegetariana fin da bambina ed ha più volte espresso opinioni ecologiste nei suoi lavori.
Nel libro The Impeachment of Man ella afferma che l'uomo non è più potente degli altri animali, ma fa parte dell'ecosistema e dovrebbe pertanto rispettare tutte le forme di vita e la natura.

### Nouvelle Droite
Il movimento europeo della Nouvelle Droite, creato da Alain de Benoist e da altri intellettuali coinvolti nel think tank GRECE, combina il movimento ecologista con idee estremiste come l'etnonazionalismo.

### Attentati di Christchurch e di El Paso
Brendon Tarrant, autore degli attentati di Christchurch del 2019 in Nuova Zelanda, si è descritto, nel suo manifesto chiamato La grande sostituzione, come un ecofascista, un etnonazionalista e un razzista.
Jordan Weissmann definisce l'ecofascismo di Tarrant come "un tipo di neonazismo affermato, anche se oscuro" e dicendo che gli ecofascisti "credono che l'unica speranza di salvare il pianeta che mettono sopra ogni altra cosa sia fare in modo che ogni razza continui a vivere nelle regioni in cui è originata e che bisogni opporsi in ogni modo al multiculturalismo".
Patrick Crusius, principale sospettato della strage di El Paso del 2019, ha scritto un simile manifesto, nel quale sostiene apertamente le teorie e le idee di Tarrant. Nel suo manifesto, postato sull'imageboard 8chan, incolpa lo stile di vita americano della distruzione dell'ambiente, aggiungendo che le conseguenze del disastro ecologico avrebbero pesato sulle generazioni future e arrivando alla conclusione che fosse imperativo "diminuire il numero delle persone che sfruttano le risorse in America".

## Critiche
L'ecofascismo è criticato sia da posizioni di sinistra, come quella di Murray Bookchin, che lo vede come una minaccia contro i diritti umani, che da posizioni di destra e conservatrici, come quella di Rush Limbaugh. Soprattutto dalla destra, questo termine è spesso usato in un'accezione iperbolica, così da comprendere e criticare tutte le organizzazioni ambientaliste, come Greenpeace e Sierra Club.
J. Sakai nota che prima della Rivoluzione russa l'intellighentsia zarista era divisa tra naturalisti utilitari liberali, che desideravano creare un paradiso in terra attraverso la dominazione scientifica sulla natura, influenzati dal nichilismo; e tra conservazionisti estetici influenzati da concetti idealistici e propri del Romanticismo tedesco come il Landschaftspflege e il Naturdenkmal.